# Corrent de Brasil

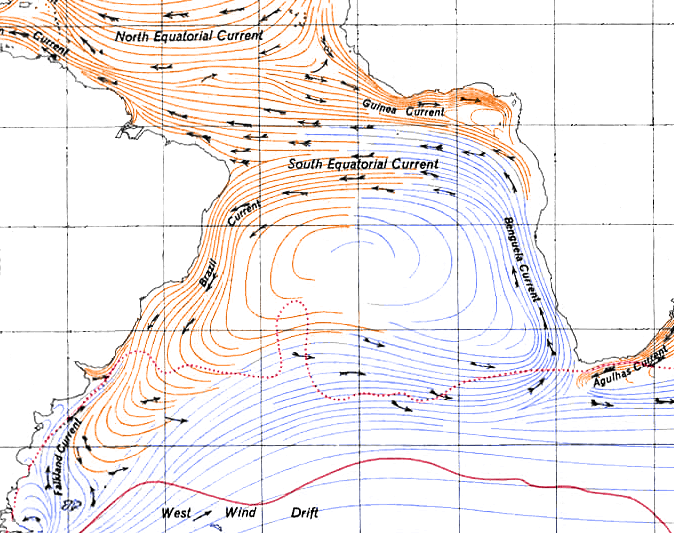
Corrent de Brasil en un mapa de l'Oceà Atlàntic

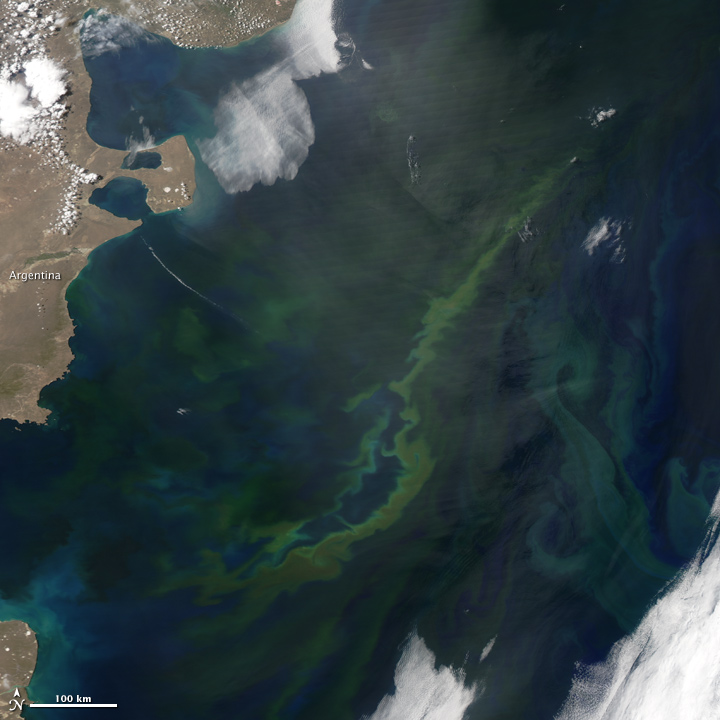
Les floracions de la imatge es desenvolupen freqüentment al sud en primavera i l'estiu en la intersecció de dos grans corrents. Les càlides aigües salades del Corrent subtropical de Brasil circulen cap al sud i es barregen amb aigües més fredes i més dolces que s'originen a l'oceà meridional i es porten cap al nord pel Corrent de les Malvines. Diversos rius importants, inclòs el Riu de la Plata, transporten nitrogen i sediments rics en ferro del continent cap al mar, proporcionant els nutrients necessaris per al creixement de les plantes. Ubicació: Nord de Chubut-Sud de Rio Negro.

El Corrent de Brasil és un corrent d'aigua tebi que flueix cap al sud al llarg de la costa del sud brasilera fins a la boca del Riu de la Plata.

## Descripció
Aquest corrent és causat per diversió d'una porció del Corrent Equatorial Atlàntic Del sud d'on aquell corrent topa amb el continent sud-americà. El Corrent de Brasil comença sobre 10-15˚S on el Corrent Equatorial Del sud (SEC) es divideix prop de Cap de Sao Roque, Brasil. El corrent assoleix una profunditat de 700m i el transport mitjà a 12˚S és 2,5 Sv.
El transport augmenta quan el corrent va més cap al sud amb 4 Sv a 15˚S. En la banda litoral del corrent una re-circulació anticiclònica vora els 30˚S causa un augment del cabal del Corrent de Brasil. Els valors latitudinals del transport a 27˚S, 31˚S, 34˚S, i 36˚S és 11 Sv, 17 Sv, 22 Sv, i 41 Sv. El transport total és de 70-80 Sv als 36˚S amb la meitat del flux en la recirculació anticiclònica. El Corrent de Brasil és una part del Gir Subtropical de l'Atlàntic Sud. El costat del sud del gir consisteix en el Corrent Atlàntic del Sud (SAC), de sentit Est. La frontera oriental és el Sistema de Corrents de Benguela (BCS). El costat del nord consisteix en el SEC que flueix de l'oest i llavors xoca amb l'aigua del nord esdevenint el Corrent de Brasil del Nord (NBC). Les aigües que s'adrecen al sud esdevenen el Corrent de Brasil que fa la frontera occidental. És un corrent de frontera occidental com el Corrent de Golf, i és de fet el seu contra-corrent del sud; tanmateix, és considerablement més superficial i més dèbil. Flueix del sud de l'equador fins al Corrent Antàrtic Circumpolar. S'uneix el Corrent de Malvines a la Mar argentina (vegeu Confluència Brasil–Falkland), fent-lo un mar temperat. La confluència Brasil-Falkland és on el Corrent de Brasil comença a separar-se de la costa sobre 36˚S i és quan l'aigua del Corrent de Brasil més salada subtropical es troba l'aigua del Corrent Falkland més fresca i dolça sub-antàrtica.

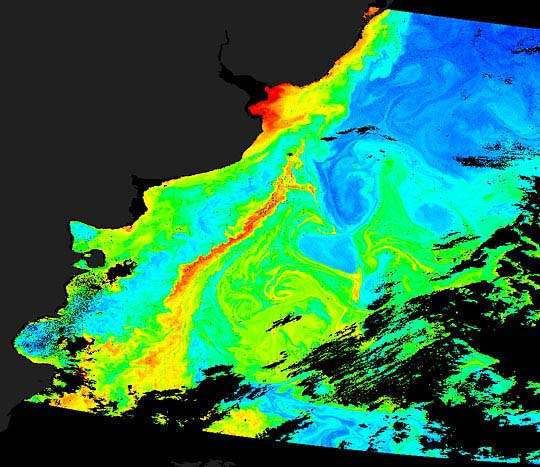
Mapa de la distribució de concentració de clorofil·la. Mostra una alta concentració de clorofil·la de fitoplàncton a la regió de confluència de Corrents de Brasil a l'est de l'Argentina. Els colors càlids indiquen nivells elevats de clorofil·la i els colors més freds indiquen menor nivell de clorofil·la.

El cabal principal del corrent abandona la plataforma continental sobre 38˚S i la temperatura de superfície del mar a aquesta latitud s'estima aproximadament de 16-18˚C. Tot i que la latitud on el corrent se separa de la costa s'ha pensat que és més al nord de juliol a setembre que de gener a març. Si el Corrent Falkland té baix volum de transport llavors el camí del Corrent de Brasil és dominat per un vòrtex de vent que influeix en el seu desenvolupament. Tanmateix, si el cabal de Malvines augmenta llavors el Corrent de Brasil separa de la costa a l'observada latitud 38˚S. La gamma de temperatura de superfície del mar i la salinitat de la Confluència Brasil-Falkland és 7-18˚C i 33,6-36 per mil. La regió del corrent de Brasil també conté sis important masses dins del sistema (acrònims en anglès entre parèntesis): Aigua Superior Circumpolar (UCPW), Aigua Inferior Circumpolar (LCPW), Aigua Central (CW), Aigua Intermèdia Antàrtica (AAIW), Aigua de Fons Antàrtica (AABW), i Aigua Profunda de l'Atlàntic Nord (NADW).